# Komunikacja Miejska w Szczecinku
Komunikacja Miejska w Szczecinku – przewoźnik obsługujący komunikację miejską w Szczecinku, który powstał w wyniku przekształcenia w spółkę prawa handlowego 1 stycznia 1992 r., Zakładu Komunikacji Miejskiej w Szczecinku. Prowadzi on przewozy na czternastu liniach, z czego jedna linia jest nocna i jedna świąteczna. Kilka linii ma także charakter podmiejski, poruszając się po wsiach w obrębie gminy wiejskiej Szczecinek.
W 2012 roku KM Szczecinek opisano w trzecim numerze magazynu Buslife, wydawanego przez niemiecką firmę MAN. W zamieszczonym artykule znalazły się między innymi informacje dotyczące początków współpracy miasta z firmą MAN oraz krótka charakterystyka rozwiązań komunikacyjnych, jakie zastosowano w Szczecinku.
Również w 2012 roku dwa najstarsze autobusy MAN NL202 przekroczyły 1 mln km na licznikach przebiegu. Z tej okazji do Szczecinka zawitali przedstawiciele firmy MAN, aby uhonorować kierowców pracujących na tych pojazdach. Brygady kierowców tychże pojazdów otrzymały dyplom z podziękowaniami i drobnymi upominkami.
W 2017 roku spółka KM Szczecinek rozstrzygnęła przetarg na dostawę 10 autobusów elektrycznych marki Ursus, które zastąpią wysłużone MAN-y. Producent zapewnia, że zostaną dostarczone w drugiej połowie 2018 roku.
Od 1 kwietnia 2019 r. został wdrożony całkowicie nowy rozkład jazdy, co przyniosło zwiększenie częstotliwości kursowania na najważniejszych liniach we wszystkie dni tygodnia, poprowadzenia linii autobusowych trasami, które dotąd nie były obsługiwane przez autobusy miejskie.
Od 1 września 2019 r., zgodnie z obietnicą wyborczą Burmistrza miasta, zniesione zostały opłaty za korzystanie z komunikacji miejskiej dla mieszkańców miasta, a od 1 października 2019r. zlikwidowane zostały kursy podmiejskie. Od tego czasu autobusy miejskiej kursują tylko na liniach kursujących po terenie miasta Szczecinka. Dzięki wdrożeniu nowego rozkładu jazdy oraz wprowadzeniu bezpłatnej komunikacji liczba przewiezionych pasażerów wzrosła o ponad 50%.

## Linie autobusowe
| Numer linii | Opis trasy |

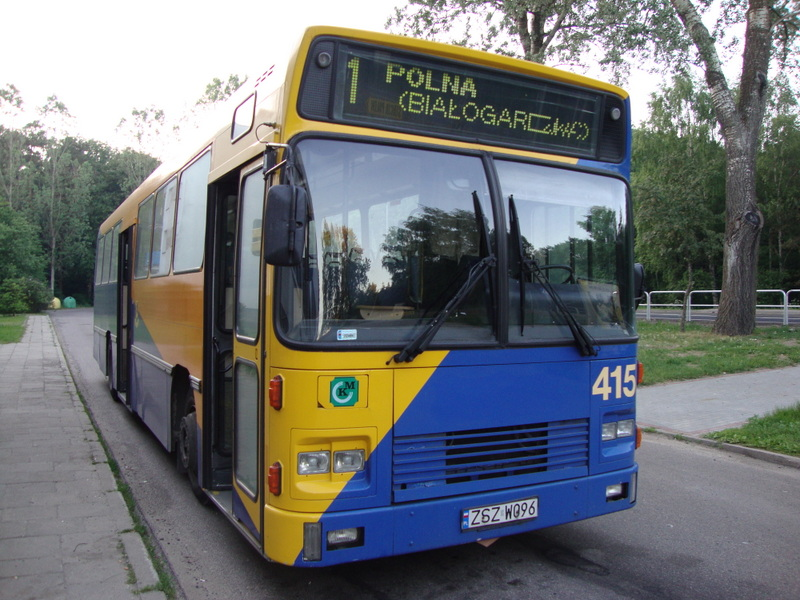
Volvo B10M-60 w taborze KM Szczecinek

Mapa linii autobusowych w Szczecinku w 1990 r.

Mapa linii autobusowych w Szczecinku w 1993 r.

| 0           | Kursuje wyłącznie w I i II dzień Świąt Wielkanocnych i Bożego Narodzenia. - PILSKA (ZARZĄD DRÓG) - Pilska – Warcisława IV – Wyszyńskiego – Jana Pawła II – Kościuszki – Mierosławskiego – Koszalińska – Kołobrzeska – Polna – Kosińskiego – Kościuszki – Ordona – Powstańców Wielkopolskich – Wyszyńskiego – Warcisława IV – Sikorskiego – Pilska – PILSKA (ZARZĄD DRÓG) |
| 1           | - OSIEDLE TRZESIEKA (PĘTLA)** – Trzesiecka – Karlińska – Białogardzka – OSIEDLE ZACHÓD (BIAŁOGARDZKA) – Polna – Myśliwska – Kościuszki – Jana Pawła II – Wyszyńskiego – Warcisława IV – Pilska – [ – Harcerska – HARCERSKA (SŁOWIANKA) ]* - PILSKA (ZARZĄD DRÓG) - PILSKA (ZARZĄD DRÓG) – Pilska [ – Harcerska – HARCERSKA (SŁOWIANKA) ]* – Dworcowa – Warcisłąwa IV – Wyszyńskiego – Jana Pawła II – Kościuszki – Myśliwska – Polna – OSIEDLE ZACHÓD (BIAŁOGARDZKA) - Białogardzka – Karlińska – Trzesiecka – OSIEDLE TRZESIEKA (PĘTLA)** * Kursy przez Harcerską wykonywane są jedynie w niektórych godzinach. ** Wybrane kursy wydłużone do i z OSIEDLA TRZESIEKI. Co 30 min. w szczycie, co ok. 60 min.poza szczytem i weekendy. |
| 1A          | - OSIEDLE ZACHÓD (BIAŁOGARDZKA) – Polna – Kosińskiego – Kościuszki – Jana Pawła II – 1 Maja – Kaszubska – Szafera – Wyszyńskiego – Warcisława IV – Pilska - PILSKA (ZARZĄD DRÓG) - PILSKA (ZARZĄD DRÓG) – Pilska – Dworcowa – Warcisława IV – Wyszyńskiego – Jana Pawła II – Szafera – Kaszubska – 1 Maja – Jana Pawła II – Kościuszki – Kosińskiego – Polna – OSIEDLE ZACHÓD (BIAŁOGARDZKA) |
| 2           | - BUGNO (ELDA) – Koszalińska – [ OSIEDLE ZACHÓD (BIAŁOGARDZKA) – Kołobrzeska]* – Koszalińska – Mierosławskiego – Ordona – Powstańców Wlkp. – Wyszyńskiego – Cieślaka – Słowiańska – Sikorskiego – Gdańska – Szczecińska – SZCZECIŃSKA (WIADUKT) – [ Staszica –STASZICA (PĘTLA) ]** - STASZICA (PĘTLA)** – Staszica – SZCZECIŃSKA (WIADUKT) – Szczecińska – Gdańska – Sikorskiego – Słowiańska – Cieślaka – Lipowa – Jana Pawła II – Kościuszki – Mierosławskiego – Koszalińska – [ Kołobrzeska – OSIEDLE ZACHÓD (BIAŁOGARDZKA) ]* – Koszalińska – BUGNO (ELDA) * Wybrane kursy do pętli BUGNO (ELDA). ** Wybrane kursy wydłużone do pętli STASZICA (PĘTLA).                                                                          |
| 4           | - BUGNO (STREFA) – Bugno – Koszalińska – Mierosławskiego – Ordona – Powstańców Wielkopolskich – Cieślaka – Słowiańska – Sikorskiego – Pilska – Waryńskiego – Pilska - Harcerska – HARCERSKA (SŁOWIANKA) - HARCERSKA (SŁOWIANKA) – Harcerska – Pilska – Waryńskiego – Pilska – Dworcowa – Sikorskiego – Słowiańska – Cieślaka – Lipowa – Jana Pawła II – Kościuszki – Koszalińska – Bugno – BUGNO (STREFA) |
| 6           | - **[ BUGNO (STREFA) - Bugno - Koszalińska - Kołobrzeska - Polna ] - OSIEDLE ZACHÓD (BIAŁOGARDZKA) – Karlińska – Kościuszki – Ordona – Powstańców Wlkp. – Wyszyńskiego – Warcisława IV – Gdańska – Szczecińska – SZCZECIŃSKA (WIADUKT) – Staszica – STASZICA (PĘTLA)* - *STASZICA (PĘTLA) – Staszica – SZCZECIŃSKA (WIADUKT) – Szczecińska – Gdańska – Dworcowa – Warcisława IV – Wyszyńskiego – Jana Pawła II – Kościuszki – Karlińska – OSIEDLE ZACHÓD (BIAŁOGARDZKA) - [ Polna - Kołobrzeska - Koszalińska - Bugno - BUGNO (STREFA) ]** *Wybrane kursy wydłużone do krańcówki STASZICA (PĘTLA) ** Wybrane kursy wydłużone do krańcówki BUGNO (STREFA).                                                                            |
| 7           | - BUGNO (ELDA) – Koszalińska – Mierosławskiego – Ordona – Powstańców Wlkp. – Wyszyńskiego – Warcisława IV – Dworcowa – Sikorskiego – DWORCOWA (DWORZEC KOL. PKP) - DWORCOWA (DWORZEC KOL. PKP) – Warcisława IV – Wyszyńskiego – Jana Pawła II – Kościuszki – Mierosławskiego – Koszalińska – BUGNO (ELDA) Obecnie (na dzień 12.03.2018 r.), z powodu rozbiórki wiaduktu drogowego na ul. Koszalińskiej, linia 7 jest skrócona i kursuje do przystanku Koszalińska / wiadukt I. Do pętli w Bugnie wydłużone są tylko niektóre kursy. |
| 07          | - POLNA (BIAŁOGARDZKA) – Kołobrzeska – Koszalińska – Mierosławskiego – Kościuszki – Jana Pawła II – Wyszyńskiego – Warcisława IV – Sikorskiego – Pilska – Waryńskiego – WARYŃSKIEGO (KRONOSPAN) / HARCERSKA (SŁOWIANKA) - HARCERSKA (SŁOWIANKA) / WARYŃSKIEGO (KRONOSPAN) – Waryńskiego – Pilska – Dworcowa – Warcisława IV – Wyszyńskiego – Jana Pawła II – Kościuszki – Mierosławskiego – Koszalińska – Kołobrzeska – POLNA (BIAŁOGARDZKA) |
| 8           | - SZAFERA (KASZUBSKA) – Szafera – Wyszyńskiego – Warcisława IV – Sikorskiego – Pilska – Waryńskiego – Leśna – Czarnobór – GODZIMIERZ (PĘTLA) - GODZIMIERZ (PĘTLA) – Czarnobór – Leśna – Pilska – Waryńskiego – Dworcowa – Warcisława IV – Wyszyńskiego – Szafera – SZAFERA (KASZUBSKA) Wariant 3 – Kurs z Godzimierza, przez Żółtnicę do Szczecinka. Linia 8 zagląda do Żółtnicy dokładnie raz dziennie: - GODZIMIERZ (PĘTLA) – Czarnobór – Buczek – Żółtnica – ŻÓŁTNICA (PL. STRAŻACKI) – Żółtnica – Buczek – Leśna – Waryńskiego – Pilska – Dworcowa – Warcisława IV – Wyszyńskiego – Jana Pawła II – 1 Maja – SZAFERA (KASZUBSKA)                                                                                                 |
| 9           | - TRZESIECKA (PĘTLA) – Trzesiecka – Kościuszki – Karlińska – POLNA (BIAŁOGARDZKA) – Kołobrzeska – Koszalińska – Mierosławskiego – Kościuszki – Jana Pawła II – Wyszyńskiego – Warcisława IV – Sikorskiego – Gdańska – Szczecińska – Staszica – STASZICA (PĘTLA) - STASZICA (PĘTLA) – Staszica – Szczecińska – Gdańska – Dworcowa – Warcisława IV – Wyszyńskiego – Jana Pawła II – Kościuszki – Mierosławskiego – Koszalińska – Kołobrzeska – POLNA (BIAŁOGARDZKA) – Karlińska – Kościuszki – Trzesiecka – TRZESIECKA (PĘTLA) |
| 11          | - POLNA (BIAŁOGARDZKA) – Polna – Kosińskiego – Kościuszki – Jana Pawła II – Wyszyńskiego – Warcisława IV – Pilska – Turowo – TUROWO (PĘTLA) - TUROWO (PĘTLA) – Turowo – Pilska – Dworcowa – Warcisława IV – Wyszyńskiego – Jana Pawła II – Kościuszki – Kosińskiego – Polna – POLNA (BIAŁOGARDZKA) |
| 13          | - PARSĘCKO – Tarnina – Parsęcko III* – Trzesiecka – Kościuszki – Karlińska – Białogardzka – Polna – Myśliwska – Kościuszki – Jana Pawła II – 1 Maja – Szafera – Wyszyńskiego – Warcisława IV – DWORCOWA (DWORZEC KOL. PKP) – Gdańska – Szczecińska – SZCZECIŃSKA (WIADUKT) - SZCZECIŃSKA (WIADUKT) – Szczecińska – Gdańska – Dworcowa – DWORCOWA (DWORZEC KOL. PKP) – Warcisława IV – Wyszyńskiego – Szafera – 1 Maja – Jana Pawła II – Kościuszki – Myśliwska – Polna – Białogardzka – Karlińska – Kościuszki – Trzesiecka – Parsęcko III* – Tarnina – PARSĘCKO *do Parsęcka III dojeżdżają wybrane kursy |
| 14          | - OSIEDLE MARCELIN (NORWIDA) – Słupska – Cieślaka – Słowiańska – Armii Krajowej – Wyszyńskiego – Jana Pawła II – Kościuszki – Kosińskiego – Polna – POLNA (BIAŁOGARDZKA) - POLNA (BIAŁOGARDZKA) – Polna – Kosińskiego – Kościuszki – Jana Pawła II – Wyszyńskiego – Armii Krajowej – Słowiańska – Cieślaka – Słupska – OSIEDLE MARCELIN (NORWIDA) |
| N           | Linia nocna - DWORCOWA (DWORZEC KOL. PKP) – Warcisława IV – Wyszyńskiego – Jana Pawła II – Kościuszki – Mierosławskiego – Koszalińska – Kołobrzeska – Polna – Kosińskiego – Kościuszki – Ordona – Powstańców Wielkopolskich – Wyszyńskiego – Warcisława IV – DWORCOWA (DWORZEC KOL. PKP) |

## Linie zawieszone bądź zlikwidowane
| Numer linii | Opis trasy                                                                        |
| 01          | HARCERSKA (SŁOWIANKA) – Harcerska – Pilska – Waryńskiego – WARYŃSKIEGO(KRONOSPAN) |
| 3           | ŁUKASIEWICZA (CHEMIK-MARKET) – Pilska – Cieślaka – POLNA (BIAŁOGARDZKA)           |
| 5           | SZAFERA (KASZUBSKA) – Wyszyńskiego – Pilska – WARYŃSKIEGO(KRONOSPAN)              |

## Spis pętli autobusowych
Stan na dzień 10.06.2020r.
- OSIEDLE TRZESIEKA (PĘTLA) – linie:  1, 9
- OSIEDLE ZACHÓD (BIAŁOGARDZKA) – linie: 0, 1, 1A, 2, 6, 7, 9, 14,
- BUGNO (ELDA) – linie: 2, 7
- OSIEDLE MARCELIN (NORWIDA) – linia: 14
- DWORCOWA (DWORZEC KOLEJOWY) – linia: 1, 7
- SZCZECIŃSKA (WIADUKT) – linie: 2, 6
- STASZICA (PĘTLA) – linie: 2, 6, 9
- ŁUKASIEWICZA (CHEMIA) – linia: 7
- HARCERSKA (SŁOWIANKA) – linie: 4, 7
- PILSKA (ZARZĄD DRÓG) – linie: 0, 1, 1A
- BUGNO (STREFA) - Linie: 4, 6, 7

### Pętle Nieużywane/Zlikwidowane
- Gałowo
- Sitno
- Gwda Wielka
- Armii Krajowej
- Kołobrzeska (Koszalińska) – Po wybudowaniu os. Zachód pętla została przeniesiona na os. Zachód
- Waryńskiego (Leśna) – Z powodu zerowej frekwencji po ponad 30 latach dnia 1 marca 2012, kursy linii nr 7 skrócono do Dworca PKP. W 2015 ulicę Waryńskiego oraz mieszcząca się przy niej pętle Starostwo Powiatowe sprzedało firmie Kronospan Polska co spowodowało jej likwidację.
- Parsęcko (Wieś) - Nieużywana z powodu wprowadzenia bezpłatnej komunikacji miejskiej na terenie miasta Szczecinka oraz likwidacji linii podmiejskich od dnia 01.10.2019r.
- Turowo (Stacja PKP) - Nieużywana z powodu wprowadzenia bezpłatnej komunikacji miejskiej na terenie miasta Szczecinka oraz likwidacji linii podmiejskich od dnia 01.10.2019r.
- Żółtnica (Plac Strażacki) - Nieużywana z powodu wprowadzenia bezpłatnej komunikacji miejskiej na terenie miasta Szczecinka oraz likwidacji linii podmiejskich od dnia 01.10.2019r.
- Godzimierz (Wieś) - Nieużywana z powodu wprowadzenia bezpłatnej komunikacji miejskiej na terenie miasta Szczecinka oraz likwidacji linii podmiejskich od dnia 01.10.2019r.
- Szafera (Kaszubska) - W związku z reorganizacją siatki połączeń od dnia 01.04.2019r. linie nr 8 wydłużono do krańcówki Osiedle Zachód (Białogardzka).
- Koszalńska (Wiadukt) - Tymczasowa pętla używana w trakcie rozbiórki wiaduktu na ulicy Koszalińskiej podczas budowy obwodnicy Szczecinka w ciągu drogi S11.

### Zajezdnie nieistniejące
- ul.Przemysłowa
- ul.Zamkowa

### Tabor
Autobusy kursujące na liniach miejskich i podmiejskich:
| Typ autobusu                                | przewóz osób na wózkach                     | Eksploatacja od                             | Liczba |
| ------------------------------------------- | ------------------------------------------- | ------------------------------------------- | ------ |
| MAN NL 223                                  | przewóz osób na wózkach                     | 1999–2000                                   | 4      |
| MAN NM 223                                  | przewóz osób na wózkach                     | 2005                                        | 1      |
| MAN Lion's City                             | przewóz osób na wózkach                     | 2011                                        | 6      |
| Mercedes Sprinter 524 LPG                   |                                             | 2010                                        | 3      |
| URSUS CS ELETRIC                            | przewóz osób na wózkach                     | 2019                                        | 10     |
| IKARUS 120e                                 | przewóz osób na wózkach                     | 2024                                        | 5      |
| Wszystkie pojazdy                           | Wszystkie pojazdy                           | Wszystkie pojazdy                           | 23     |
| Udział autobusów niskopodłogowych we flocie | Udział autobusów niskopodłogowych we flocie | Udział autobusów niskopodłogowych we flocie | 95%    |
| Średni wiek pojazdów (w latach)             | Średni wiek pojazdów (w latach)             | Średni wiek pojazdów (w latach)             | 12     |

Autobusy turystyczne:
- Iveco (Cacciamali) Thesi – 1 sztuka,

Autobusy eksploatowane dawniej:
| Typ autobusu      | przewóz osób na wózkach | Eksploatacja do | Liczba |
| ----------------- | ----------------------- | --------------- | ------ |
| VDL Procity       |                         | do 2018         | 5      |
| MAN NL 202        |                         | do 2019         | 6      |
| Jelcz M11         | N                       | do 2005         | 11     |
| Jelcz PR110M      | N                       | do 1998         | 4      |
| Autosan H9-35     | N                       | do 2008         | 12     |
| Austosan H9-21    | N                       | do 2003         | 1      |
| DAB 6-4/12-TL11/4 | N                       | do 2005         | 4      |
| DAB LS575-6x0     | N                       | do 2003         | 4      |
| DAB 1200 B        | N                       | do 2011         | 1      |
| VOLVO B10M-60     | N                       | do 2011         | 6      |
| DAB 7/12-1200L    | N                       | do 2012         | 1      |

POJAZDY TECHNICZNE:
| Typ pojazdu               | Eksploatacja od | Liczba |
| ------------------------- | --------------- | ------ |
| Volkswagen Transporter T5 | od 2010         | 1      |
| Skoda Octavia Combi       | od 2008         | 1      |